# Josep Maria Pañella
Josep Maria Pañella Alcácer (ur. 19 grudnia 1952 w Torreblanca) – hiszpański polityk regionalny, od 2003 przewodniczący Walencjańskiego Bloku Nacjonalistycznego.

## Życiorys
Z wykształcenia jest historykiem. Uzyskał również magisterium z edukacji podstawowej i dla dorosłych. Od 1995 do 1999 pełnił obowiązki burmistrza Torreblanca. W latach 2003–2007 był deputowanym do sejmiku regionalnego w Castellón. W maju 2007 uzyskał mandat posła do Kortezów Walencjańskich z listy Kompromisu dla Walencji jako jeden z dwóch przedstawicieli BNV.
W 2003 został wybrany przewodniczącym Walencjańskiego Bloku Nacjonalistycznego (potwierdzony na tym stanowisku w 2008).